# Пальцев, Михаил Александрович
Михаи́л Алекса́ндрович Па́льцев (9 ноября 1949, Москва — 17 апреля 2025) — советский и российский врач-патологоанатом, академик Российской академии наук (1997) и Российской академии медицинских наук (1994), доктор медицинских наук, профессор (по специальности «Патологическая анатомия»). Ректор 1-го ММИ (ММА) имени И. М. Сеченова с 1987 по 2009 гг. Лауреат Государственной премии СССР (1991) и четырёх премий Правительства Российской Федерации в области науки и техники (1999, 2005, 2011) и в области образования (2008). С 13 января 2015 года по 28 сентября 2017 года — главный учёный секретарь РАН. С 2012 года — национальный представитель EPMA в РФ.

## Биография
Родился в Москве 9 ноября 1949 года в семье участника Великой Отечественной войны Александра Герасимовича Пальцева (1905—1990), который затем 20 лет возглавлял проектный институт «Гипроторф»; мать — Валентина Михайловна Попова (1919—?).
В 1966 году с золотой медалью окончил среднюю школу; в 1972 году — лечебный факультет 1-го ММИ имени И. М. Сеченова, в 1975 году — очную аспирантуру при кафедре патологической анатомии и в этом же году защитил кандидатскую диссертацию «Морфо-функциональные особенности синего пятна (электронно-микроскопическое исследование)». Затем работал ассистентом, старшим преподавателем, доцентом, а после защиты докторской диссертации «Морфо-функциональная харатеристика эндокринной системы почек при нефропатиях и вазоренальной гипертензии» в 1985 году — профессором кафедры патологической анатомии.
В 1987 году на альтернативной основе избран ректором 1-го ММИ имени И. М. Сеченова, переизбирался в 1992, 1997, 2002 и 2007 годах. С 1990 по 2010 год возглавлял, по совместительству, кафедру патологической анатомии. В 2009 году был смещён с должности ректора ММА имени И. М. Сеченова в связи с обвинением в нерациональном использовании бюджетных средств. Позднее уголовное дело было закрыто из-за отсутствия состава преступления, однако в должности ректора М. А. Пальцев восстановлен не был. С 2011 года был заместителем директора по медико-биологическим исследованиям ФГУ РНЦ «Курчатовский институт».
Член Президиума РАН (с 2013), первый вице-президент РАМН, заместитель академика-секретаря Отделения биологических наук РАН, руководитель секции физиологии ОБН, член Президиума ВАК Министерства образования и науки России. В качестве ректора председательствовал в Совете Ассоциации медицинских и фармацевтических вузов России.
В 2016 году назначен председателем Комиссии по золотым медалям и премиям имени выдающихся учёных, присуждаемым Российской академией наук.
Им был создан НИИ молекулярной медицины.
Главный редактор журналов «Архив патологии», «Молекулярная медицина», «Российский медицинский форум», «Вестник медицинских конкурсов», член редколлегий журналов «Вестник РАМН», «Высшее образование в России», «Медицина и образование», «Фармацевтическая служба». Эксперт Всемирной организации здравоохранения.
Был почётным профессором МГУ и почётным членом Императорского православного палестинского общества. Участник Поместного собора Русской православной церкви 2009 года.
Лауреат Государственной премии СССР (1991) и четырёх премий Правительства Российской Федерации в области науки и техники (1999, 2005, 2011) и в области образования (2008); премии президента РФ в области образования (2002), премии РАМН им. Д. С. Саркисова (2001), В. С. Гулевича (2007), А. И. Струкова (2010). Под его руководством было подготовлено 8 докторов и 19 кандидатов медицинских наук.
Был награждён орденами: Дружбы (1996) и Знак Почёта (1986), За заслуги перед Отечеством 3 и 4-й (1999) степени, церковными орденами Св. благоверного князя Даниила Московского II-й степени, Сергия Радонежского 2-й степени, Св. князя Владимира 3-й степени.
Супруга — Ирина Степановна Пальцева (род. 1956), дочь — профессор РАН Екатерина Пальцева (род. 1978).
Умер 17 апреля 2025 года. Похоронен в Москве на Троекуровском кладбище (участок 34).

## Публикации
Автор более 400 научных работ, в том числе 59 монографий и учебников, 19 изобретений. Наиболее важные монографии и книги:
- Почки и артериальная гипертензия. — М.: Медицина, 1993.
- Пальцев М. А., Иванов А. А. Межклеточные взаимодействия. — М.: Медицина, 1995.
  - 2-е изд. М., 2003 (совм. с А. А. Ивановым, С. Е. Севериным).
- Саркисов Д. С., Пальцев М. А., Хитров Н. К. Общая патология человека. — М.: Медицина, 1995. — 10 000 экз. — ISBN 5-225-02782-2.
- Пальцев М. А., Аничков Н. М. Патологическая анатомия. Учебник для медицинских вузов (В 2-х тт.). — М.: Медицина, 2001 (1-е изд.), 2005 (2-е изд.), 2007 (3-е изд.).
- Пальцев М. А., Аничков Н. М., Рыбакова М. А. Руководство к практическим занятиям по патологической анатомии. — М.: Медицина, 2002.
- Пальцев М. А., Коваленко В. Л., Аничков Н. М. Руководство по биопсийно-секционному курсу. — М.: Медицина, 2002.
- Пальцев М. А., Аничков Н. М. Атлас патологии опухолей человека. — М.: Медицина, 2005.
- Иммуногенетика человека и биобезопасность / М. А. Пальцев, Р. М. Хаитов, Л. П. Алексеев. — Москва : Медицина, 2007. — 143 с. : ил., табл., цв. ил.; 22 см; ISBN 5-225-03913-8
  - Иммуногенетика человека и биобезопасность / М. А. Пальцев, Р. М. Хаитов, Л. П. Алексеев. — 2-е изд., перераб. и доп. — Москва : Медицина, 2009. — 255, [1] с. : ил., табл., цв. ил.; 22 см; ISBN 5-225-03382-2
- Пальцев М. А., Аничков Н. М., Литвицкий П. Ф. Патология человека. Учебник для медицинских вузов (В 2-х тт.). — М.: Медицина, 2009.
- Пальцев М. А., Кветной И. М. Путешествие по миру медицины: от древних времен до наших дней. — СПб.: Молодая мама, 2020.

## Награды
Государственные награды:
- Орден «За заслуги перед Отечеством» III степени (6 ноября 2024 года) — за большой вклад в развитие науки и многолетнюю добросовестную работу[9]
- Орден «Знак Почёта», орден «Дружбы», орден «За заслуги перед Отечеством» IV степени — за большой вклад в развитие высшей медицинской школы и здравоохранения[источник не указан 1096 дней]
- Благодарность Президента Российской Федерации (27 декабря 2004 года) — за большой вклад в развитие здравоохранения, медицинской науки и подготовку высококвалифицированных кадров[10]
- Государственная премия СССР (1991) — за фундаментальные исследования по проблеме гломерулонефрита
- Премия Правительства Российской Федерации (2000) — за учебник «Общая патология человека»[источник не указан 1096 дней]
- Премия Президента Российской Федерации в области образования[11] (за 2002 год) (5 октября 2003 года) — за создание научно-практической работы для системы высшего медицинского образования «История высшего медицинского образования как источник идей для совершенствования системы подготовки современного врача»
- Премия Правительства Российской Федерации в области науки и техники (2005) — за разработку, научное обоснование и внедрение системы защиты населения Российской Федерации от новых биологических угроз[источник не указан 1096 дней]
- Премия Правительства Российской Федерации в области образования (2008) — за учебно-образовательный комплект «Патологическая анатомия» для образовательных учреждений высшего профессионального образования[источник не указан 1096 дней]
- Премия Правительства Российской Федерации в области науки и техники (2011) — за научное обоснование, разработку и внедрение в клиническую практику биотехнологического инновационного продукта для идентификации туберкулезной инфекции у взрослых и детей — препарата «Диаскинтест»[12]
- Благодарность Президента Российской Федерации (5 февраля 2024 года) — за заслуги в развитии отечественной науки, многолетнюю плодотворную деятельность и в связи с 300-летием со дня основания Российской академии наук[13]

Награды Русской православной церкви:
- Орден святого благоверного князя Даниила Московского (II степени)
- Орден преподобного Сергия Радонежского (II степени)
- Орден святого равноапостольного великого князя Владимира (III степени)

Почётные звания:
- Почётный профессор МГУ (2004)[14]